# علف چشمه (سرده)
علف چشمه،  کوزله  ،  کوله‌شگ  ،بلمک، آب تره، بولاغ اوتی، تره تیزک آبی  ، باکلو (نام علمی: Nasturtium) نام یک سرده از تیره شب‌بویان است و مردم از آن به عنوان گیاه درمانی استفاده می‌کنند. فقط در چشمه‌های آب شیرین رشد می‌کند و ریشه آن در خاک نرم شده‌است. ریشه این گیاه را خشک کرده و برای درمان کلیه استفاده می‌کنند. این گیاه در مناطق آذربایجان شرقی و غربی، اصفهان و چهار محال بختیاری ، خوزستان (ایذه سوسن باغملک ابوالعباس) و به طور کلی در مناطقی که دارای چشمه‌های آب شیرین است در ایران می‌توان یافت. این گیاه از اواسط بهار رشد می‌کند و در اواسط تابستان گل می‌دهد و گل‌هایش به رنگ سفید است. این گیاه دارای مزه تند است و بیشتر افراد محلی از آن به عنوان سبزی در میان‌وعده‌ها استفاده می‌کنند. به همین دلیل که درون آب چشمه رشد می‌کند به آن علف چشمه هم می‌گویند.

## مشخصات
مشخصات گیاه‌شناسی: از تیره شب بو
قسمت مورد مصرف:برگ، دانه، گل
گیاهی است علفی و پایا دارای ساقه راست که روی آن شاخه‌هایی است. بیشتر ساقه آن چهار گوش است و ریشه نابجا از آن خارج می‌شود. برگ‌هایش متناوب و دارای بریدگی زیاد، گرد یا بیضی می‌باشد.
نام‌های دیگر: کوزله ،باکلو یا بَکلو ، کوله‌شِگ ، شاهی آج، جرجیره آبی، رشاد، کرسون و به نام آب تره خوراکی هم معروف است. در بعضی کشورها جزو گیاهان محافظت شده می‌باشد و چیدن ساقه زیرزمینی و برگ‌ها و گل آن در مناطق محدودی ممکن می‌باشد. انواعی که گل زرد با آبی رنگ دارند هم در کنار آب‌ها و جاهای مرطوب می‌روید که خواص نوع گل سفید را ندارند.